# Internationale Astronomie- und Astrophysikolympiade

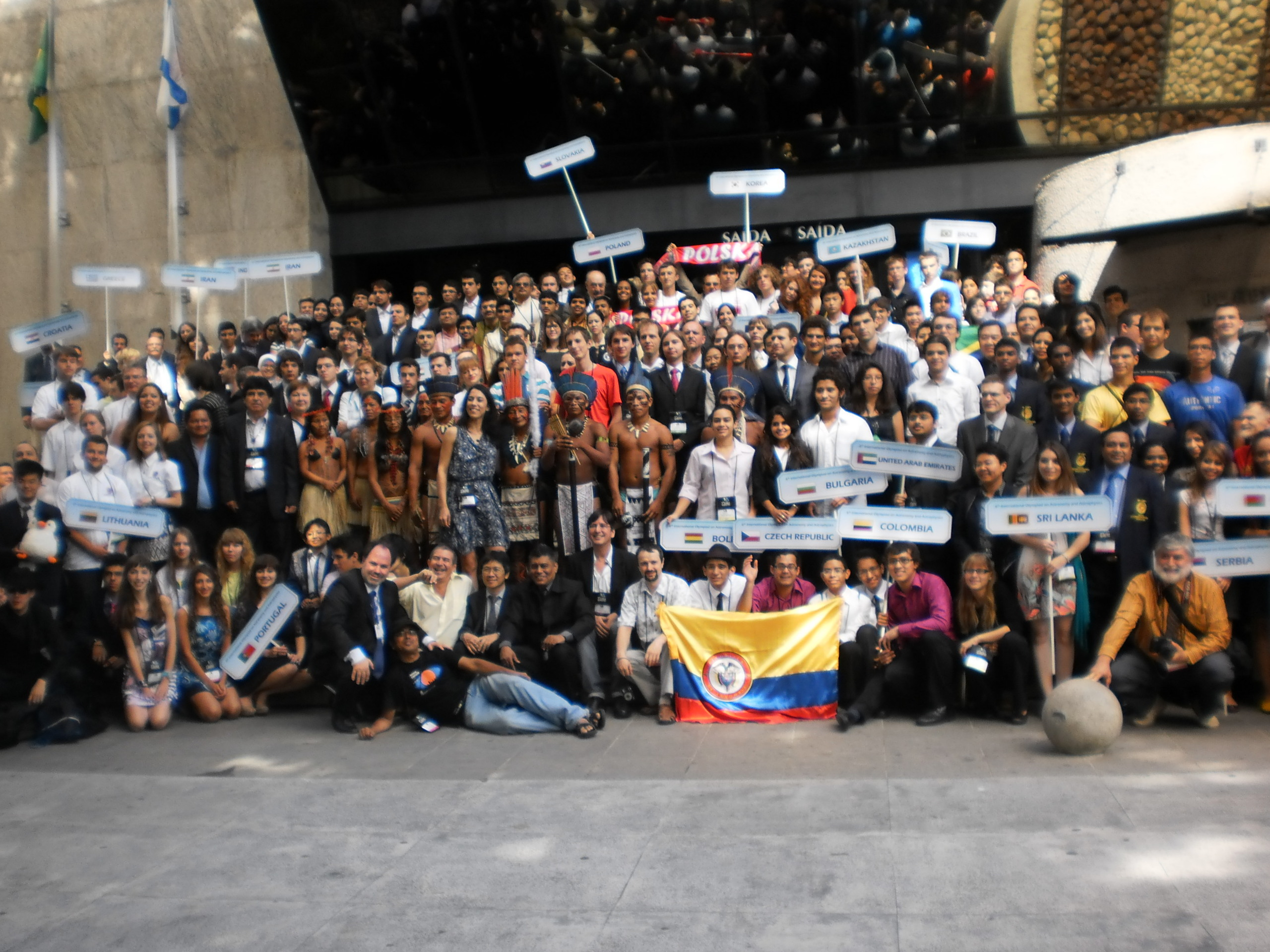
IOAA 2012 im Rio Planetarium, Rio de Janeiro, Brasilien.

Die Internationale Astronomie- und Astrophysikolympiade (IOAA) ist ein jährlich stattfindender internationaler Schülerwettbewerb. Sie zählt zu den internationalen Wissenschaftsolympiaden und behandelt die Wissenschaftsbereiche Astronomie und Astrophysik. Die Olympiade wurde als Abspaltung der Internationalen Astronomie-Olympiade gegründet, um den Umfang der Organisation zu vergrößern.
Die erste IOAA fand im November/Dezember 2007 in Chiang Mai, Thailand, statt. Deutschland nimmt seit 2019 als eines von 48 Ländern am Wettbewerb teil. Die Schweiz und Österreich haben bislang nicht teilgenommen.
Bei der IOAA 2021 erreichte das deutsche Team in der Länderwertung den 22. Platz, bei der IOAA 2022 erreichte es mit einer Goldmedaille (Théo Lequy), drei Silbermedaillen (Lasse Blum, Christian Vogel, Sebastian Holzner) und einer Bronzemedaille (Moritz Kunze) Platz 7.

## Geschichte
Die erste Olympiade fand vom 30. November bis zum 9. Dezember 2007 in der Stadt Chiang Mai (Thailand) mit 21 Teilnehmerländern statt. Der Internationale Rat, bestehend aus den Mannschaftsleitern, hat einen Präsidenten (Boonrucksar Soonthornthum, Thailand) und einen Generalsekretär (Chatief Kunjaya, Indonesien) für eine Amtszeit von fünf Jahren gewählt. 2011 fand die Olympiade zum ersten Mal in Europa statt. In Polen hat der Internationale Rat einen neuen Präsidenten (Chatief Kunjaya, Indonesien) und Generalsekretär (Greg Stachowski, Polen) gewählt. Außerdem wurden Regionalkoordinatoren gewählt (Thaís Mothé Diniz, Brasilien, für Amerika und Aniket Sule, Indien, für Asien). Die Anzahl der Teilnehmer wächst stetig. Aufgrund der Covid-19-Pandemie wurde die IOAA 2020 abgesagt und durch die GeCAA (Global e-Competition on Astronomy and Astrophysics) ersetzt, bei der es einige kleinere Regeländerungen im Vergleich zur normalen IOAA gab. Zum Beispiel durfte jedes Team aus bis zu 10 statt bis zu 5 Teilnehmern bestehen.

## Qualifikation
Um zur IOAA teilnahmeberechtigt zu sein, darf man noch kein Studium begonnen haben und noch keine 20 Jahre alt sein. Der Auswahlprozess für das Team unterscheidet sich in den einzelnen Ländern, häufig werden aus den erfolgreichen Teilnehmern an nationalen Olympiaden durch Klausuren einige Schüler ausgewählt, die dann in Trainingsseminaren gefördert werden, das Team wird dabei durch weitere Klausuren bestimmt.

### Deutschland
Im Dezember startet die erste Runde des deutschen Auswahlwettbewerbs zur IOAA mit einer Hausaufgabenrunde, bei der auch Recherche erlaubt ist. Wer mindestens 50 % der Punkte erreicht oder zu den besten 50 % der ersten Runde in Deutschland gehört, qualifiziert sich für die zweite Runde. Zusätzlich sind auch Teilnehmer der Bundesrunde der Physik-Olympiade qualifiziert. Die zweite Runde besteht aus einer theoretischen und einer praktischen Klausur, die online geschrieben werden. Die besten 20 Teilnehmer qualifizieren sich für die dritte Runde, die analog zur zweiten Runde ausgetragen wird. Die fünf Teilnehmer mit der höchsten Punktzahl nach der zweiten und dritten Runde bilden das deutsche Team für den internationalen Wettbewerb.

## Bisherige Austragungsorte
| Nr.      | Jahr | Austragungsland                 | Stadt                        | Länder | Schüler | Datum           | Website                                                       | Preise Deutschland                                                                                  |
| -------- | ---- | ------------------------------- | ---------------------------- | ------ | ------- | --------------- | ------------------------------------------------------------- | --------------------------------------------------------------------------------------------------- |
| 1        | 2007 | Thailand                        | Chiang Mai                   | 21     | 88      | 30.11. – 09.12. | IOAA 2007 (Memento vom 26. August 2013 im Internet Archive)   | Keine Teilnahme                                                                                     |
| 2        | 2008 | Indonesien                      | Bandung                      | 22     | 86      | 19.08. – 28.08. | IOAA 2008 (Memento vom 24. Dezember 2008 im Internet Archive) | Keine Teilnahme                                                                                     |
| 3        | 2009 | Iran                            | Teheran                      | 20     | 93      | 17.10. – 27.10. | IOAA 2009 (Memento vom 26. Dezember 2009 im Internet Archive) | Keine Teilnahme                                                                                     |
| 4        | 2010 | Volksrepublik China             | Peking                       | 23     | 114     | 12.09. – 21.09. | IOAA 2010 (Memento vom 20. August 2010 im Internet Archive)   | Keine Teilnahme                                                                                     |
| 5        | 2011 | Polen                           | Chorzów / Kattowitz / Krakau | 26     | 140     | 25.08. – 04.09. | IOAA 2011                                                     | Keine Teilnahme                                                                                     |
| 6        | 2012 | Brasilien                       | Rio de Janeiro / Vassouras   | 28     | 124     | 04.08. – 13.08. | IOAA 2012 (Memento vom 16. August 2012 im Internet Archive)   | Keine Teilnahme                                                                                     |
| 7        | 2013 | Griechenland                    | Volos                        | 35     | 182     | 27.07. – 05.08. | IOAA 2013 (Memento vom 16. August 2013 im Internet Archive)   | Keine Teilnahme                                                                                     |
| 8        | 2014 | Rumänien                        | Suceava / Gura Humorului     | 42     | 195     | 01.08. – 11.08. | IOAA 2014 (Memento vom 6. Oktober 2014 im Internet Archive)   | Keine Teilnahme                                                                                     |
| 9        | 2015 | Indonesien                      | Magelang / Semarang          | 41     | 208     | 26.07. – 04.08. | IOAA 2015 (Memento vom 8. Dezember 2015 im Internet Archive)  | Keine Teilnahme                                                                                     |
| 10       | 2016 | Indien                          | Bhubaneswar                  | 42     | 221     | 09.12. – 19.12. | IOAA 2016 (Memento vom 20. November 2016 im Internet Archive) | Keine Teilnahme                                                                                     |
| 11       | 2017 | Thailand                        | Phuket                       | 44     | 219     | 12.11. – 21.11. | IOAA 2017 (Memento vom 4. Dezember 2018 im Internet Archive)  | Keine Teilnahme                                                                                     |
| 12       | 2018 | Volksrepublik China             | Peking                       | 39     | 202     | 03.11. – 11.11. | IOAA 2018 (Memento vom 26. Dezember 2018 im Internet Archive) | Keine Teilnahme                                                                                     |
| 13       | 2019 | Ungarn                          | Keszthely & Heviz            | 46     | 254     | 02.08. – 10.08. | IOAA 2019                                                     | Silber · Silber · Bronze · Honourable Mention                                                       |
| 1. GeCAA | 2020 | organisiert durch Estland       | Online                       | 38     | 278     | 25.09. – 25.10. | 1. GeCAA                                                      | Silber · Bronze · Honourable Mention · Honourable Mention · Honourable Mention · Honourable Mention |
| 14       | 2021 | organisiert durch Kolumbien     | Online                       | 48     | 298     | 14.11. – 21.11. | IOAA 2021                                                     | Bronze · Bronze · Bronze · Honourable Mention · Honourable Mention                                  |
| 15       | 2022 | Georgien (Co-Gastgeber Ukraine) | Kutaissi                     | 42+6   | 222+24  | 14.08. – 22.08. | IOAA 2022                                                     | Gold · Silber · Silber · Silber · Bronze                                                            |
| 16       | 2023 | Polen                           | Chorzów                      | 51     | 255     | 10.08. – 20.08. | IOAA 2023                                                     | Silber · Silber · Bronze · Bronze · Bronze                                                          |

## Zukünftige Austragungsorte
- 17.: 2024 in Rio de Janeiro / Vassouras, Brasilien

- 18.: 2025 in Mumbai, Indien[7]

## Erfolgreiche Teilnehmer
In der folgenden Tabelle sind die mehrfachen (dreifachen und mehr) Goldmedaillengewinner der IOAA mit ihren Rängen und den entsprechenden Jahren aufgeführt.
| Name             | Mannschaft(en)        | Jahre     | Jahre     | Jahre      | Jahre |
| ---------------- | --------------------- | --------- | --------- | ---------- | ----- |
| Denis Turcu      | Rumänien              | 2013 (1.) | 2014 (1.) |            |       |
| Stanislav Fort   | Tschechische Republik | 2010 (8.) | 2011 (1.) | 2012 (2.)  |       |
| Peter Kosec      | Slowakei              | 2010 (5.) | 2011 (4.) | 2012 (5.)  |       |
| Daniil Dolgov    | Russland              | 2016 (8.) | 2017 (3.) | 2018 (11.) |       |
| Jindřich Jelínek | Tschechische Republik | 2016 (9.) | 2018 (5.) | 2019 (7.)  |       |

Anmerkung: Einige Länder (z. B. Indien, Indonesien, Iran, Thailand) erlauben ihren Schülern nicht, mehr als zweimal an der IOAA teilzunehmen, selbst wenn sie berechtigt sind. Daher sind die Statistiken aus diesen Ländern in der obigen Tabelle nicht enthalten.

## Anmerkung
1. ↑  Die 15. IOAA sollte ursprünglich in Kiew, Ukraine ausgetragen werden. Aufgrund des russischen Überfalls auf die Ukraine sprang kurzfristig Georgien als Gastgeberland ein, wobei die Ukraine als Co-Gastgeber mit in die Planung involviert war.
2. ↑  Aufgrund des russischen Überfalls auf die Ukraine wurden Russland und Belarus auf Beschluss des International Board von der Teilnahme an der IOAA 2022 in jeglicher Form ausgeschlossen. Aufgrund der COVID-19-Pandemie wurde die 15. IOAA in einem Hybridformat abgehalten. Neben einer regulären Teilnahme in Präsenz war auch eine Online-Teilnahme möglich, was sechs Länder nutzten. Für die Punktegrenzen wurden nur die Teilnehmer vor Ort berücksichtigt. Basierend auf diesen Grenzen wurden auch Online-Teilnehmer mit Medaillen ausgezeichnet.